# Xanthorhoe perviridis
Xanthorhoe perviridis är en fjärilsart som beskrevs av W. Warren 1896. Xanthorhoe perviridis ingår i släktet Xanthorhoe och familjen mätare. Inga underarter finns listade i Catalogue of Life.